# باشگاه فوتبال بویوک‌شهر بلدیه ارزروم‌اسپور
بویوک‌شهر بلدیه ارزروم‌اسپور (ترکی استانبولی: Büyükşehir Belediye Erzurumspor) یک باشگاه فوتبال است که در شهر ارزروم کشور ترکیه پایه‌گذاری شده‌است.